# Цан (грузинська літера)
Цан (ცანი, [tsʰani]) — двадцять сьома літера грузинської абетки.
Приголосна літера. Вимовляється як українська [ ц ] з придихом (МФА /ts/). За міжнародним стандартом ISO 9984 транслітерується як c'.
Не слід плутати її з літерою ц'ил წ, яку вимовляють з горловою змичкою.

## Історія
| Асомтаврулі | Нусхурі | Мхедрулі |
| ----------- | ------- | -------- |
|             |         |          |

## Юнікод
- Ⴚ : U+10BA
- ც : U+10EA